# Elżbieta Witkowska-Zaremba
Elżbieta Witkowska-Zaremba (ur. 23 lutego 1946) – polska muzykolog i filolog klasyczna, profesor, dyrektor IS PAN (2007-2019), członek rzeczywisty Polskiej Akademii Nauk, członek Academia Europaea (od 2012), członek korespondent American Musicological Society (od 2018).

## Życiorys
W 1969 uzyskała stopień magistra muzykologii na Wydziale Historycznym Uniwersytetu Warszawskiego (promotor Zofia Lissa). Jest też magistrem filologii klasycznej De accentuum ecclesiasticotum exquisita ratione (promotor prof. dr hab. Lidia Winniczuk, 1972). Doktoryzowała się na podstawie rozprawy Zasady muzyki w krakowskich traktatach chorałowych I połowy XVI w. pisanej pod kierunkiem prof. dr. hab. Michała Bristigera (1979). Habilitację uzyskała na podstawie książki Musica Muris i nurt spekulatywny w muzykografii średniowiecznej (1991). W 2001 otrzymała tytuł naukowy profesora. W 2007 została członkiem korespondentem PAN, w 2016 członkiem rzeczywistym PAN.
Była redaktorem naczelnym kwartalnika muzykologicznego „Muzyka” (2003–2015). Zajmuje się edytorstwem łacińskich traktatów teoretyczno-muzycznych (Jerzy Liban, Sebastian z Felsztyna, Johannes de Muris), bada historię muzyki średniowiecza i wczesnej nowożytności.

## Twórczość naukowa

### Monografie
- „Ars musica” w krakowskich traktatach muzycznych XVI wieku, Kraków 1986, ss. 293,
- „Musica Muris” i nurt spekulatywny w muzykografii średniowiecznej, Warszawa 1992, ss. 265 (Studia Copernicana, 32),
- (wspólnie z Michaelem Bernhardem) The Teaching Tradition of Johannes Hollandrinus. Traditio Iohannis Hollandrini, Band I., Bayer, Akademie der Wissenschaften. Veröffentlichungen der Musikhistorischen Kommission Band 19, München 2010 (niem. i ang. wersja jęz.), ss. XXIII+300.

### Wydania
- Jerzy Liban, Pisma o muzyce, Kraków 1984, ss. 239 (Monumenta Musicae in Polonia. Seria C: Tractatus de musica, I),
- Sebastian z Felsztyna, Pisma o muzyce, Kraków 1991, ss. 222 (Monumenta Musicae in Polonia. Seria C: Tractatus de musica, II),
- Johannes de Muris, Musica speculativa secundum Boetium (znane także jako Musica Muris) [w:] „Musica Muris” i nurt spekulatywny w muzykografii średniowiecznej, Warszawa 1992, ss. 265 (Studia Copernicana, 32).

### Redakcja opracowań zbiorowych
- „Notae musicae artis”. Notacja muzyczna w źródłach polskich XI-XVI wieku, red. Elżbieta Witkowska-Zaremba, Kraków 1999, ss. 600. Wyd. anglojęzyczne: „Notae musicae artis”. Musical Notation in Polish Sources. 11th–16th Century, Kraków 2001,
- (wspólnie z Michaelem Bernhardem) Traditio Iohannis Hollandrini, Band II: The treatises I-III, Bayer, Akademie der Wissenschaften, Veröffentlichungen der Musikhistorischen Kommission Band 20, München 2010, ss. XV+406.